# Hymenidium delavayi
Hymenidium delavayi är en växtart i släktet Hymenidium och familjen flockblommiga växter.
Arten är en perenn ört som förekommer i sydöstra Tibet och nordvästra Yunnan i Kina. Den beskrevs  först som Ligusticum delavayi av Adrien René Franchet 1894, och fick sitt nu gällande namn av Michail Pimenov och Jevgenij Kljujkov 1999.